# 稲葉本治
稲葉 本治（いなば もとはる、1945年（昭和20年）7月7日 - ）は、日本の政治家。元茨城県下妻市長（2期）、元千代川村長、元千代川村議会議員（3期）。

## 来歴
東京都生まれ。茨城県下妻市育ち。茨城県立下妻第一高等学校、法政大学経済学部卒業。稲葉食糧に勤務。千代川村議会議員を3期務めた。
千代川村長在職中、下妻市・千代川村合併協議会の副会長に就任。2006年（平成18年）1月1日、千代川村は下妻市に編入される。
下妻市助役や副市長を経て、2010年（平成22年）3月28日に行われた下妻市長選挙に出馬し、初当選した。4月14日、市長就任。
2014年（平成26年）、無投票で再選。
2018年（平成30年）、3期目を目指したが、元市議の菊池博との一騎打ちに敗れ、落選。
2024年（令和6年）春の叙勲で旭日小綬章受章。